# Spilosoma punctata
Spilosoma punctata är en fjärilsart som beskrevs av Georges Henri Fourcade 1785. Spilosoma punctata ingår i släktet Spilosoma och familjen björnspinnare. Inga underarter finns listade i Catalogue of Life.